# Фила, Кароль
Кароль Фила (пол. Karol Fila; 18 июня 1998, Гданьск, Польша) — польский футболист, защитник бельгийского клуба «Дендер».

## Клубная карьера

### «Лехия» Гданьск
В феврале 2012 Фила перешёл из местного клуба Żuławy Nowy Dwór Gdański в академию «Лехии». За резервную команду он дебютировал 13 апреля 2016 года в матче 3-й лиги против резервной команды клуба «Арка», матч завершился победой 2:1.
3 февраля 2017 года он был переведён в основную команду. 22 июля 2017 года он дебютировал за основную команду в Чемпионате Польши против «Краковии» (поражение 0:1). 19 мая 2019 Кароль забил первый гол на профессиональном уровне в матче чемпионата против клуба «Ягеллония» (победа 2:0). В сезоне 2018/19 его клуб дошёл до финала Кубка Польши и выиграл его, обыграв «Ягеллонию» со счётом 1:0. В начале сезона 2019/20 «Лехия» приняла участие в матче за Суперкубок Польши против «Пяста» и выиграла его со счётом 3:1.

### «Хойничанка»
31 августа 2017 года Фила перешёл в «Хойничанку» на правах годичной аренды. 10 сентября 2017 года он дебютировал за клуб в матче чемпионата против клуба «Тыхы».

### «Страсбур»
24 июня 2021 года французский клуб «Страсбур» объявил о переходе Филы на своём официальном сайте, он подписал контракт на четыре года. 8 августа 2021 года Кароль дебютировал за клуб в матче Чемпионата Франции против «Анже» (поражение 0:2).

## Достижения
«Лехия» (Гданьск)
- Обладатель Кубка Польши: 2018/19
- Обладатель Суперкубка Польши: 2019